# 曲射砲
曲射砲（きょくしゃほう）とは、弾丸が放物線軌道を描いて飛翔し目標を攻撃する大砲の事である。間接射撃などで用いられる。直接相手を狙う“直射”砲に対する種類。

## 概要
曲射砲は、射撃距離が遠い条件で主に用いられる。
このような条件では、直接相手を狙う射撃では弾丸が地球の重力によって高度を下げてしまい命中しない。そのため遠距離の目標に無誘導の弾丸を命中させるためには、弾丸を上方向に発射して落下地点と目標物が同じ位置になるように砲身に仰角を持たせる必要がある。

## 利点と欠点
直接射撃を行う砲、または同じ砲を用いて直接射撃と曲射を行った場合を比較すると、曲射には以下の利点、欠点がある。
利点
- 放物線軌道による飛距離の増大
- 着弾時の弾速≒初速となり威力が増大
- 障害物の向こうにいる目標に攻撃可能。飛距離があれば地平線（水平線）の下の相手も攻撃可能。

欠点
- 着弾までの時間が長くなる。
- 動く目標を狙うのは極めて困難で、目標の未来の位置を予測する必要がある。
- 運用の手間や人員がかさむ。砲撃を行う人員の他に、少なくとも目標までの距離を計測して弾道計算を行う人員、着弾点から弾道計算のズレを報告する観測員が必要である。

直接射撃を行う砲に比べて曲射砲は欠点もあるが、射程の長さは戦術的優位性に直結する要素であると同時に長距離兵器を保有している事で戦略的優位性にも寄与するので、曲射砲の研究開発は盛んに行われた。

## 弾道計算
曲射砲での砲撃には弾道計算が不可欠である。基本は自分の位置を原点とした二次方程式を解く事により、相手に命中する弾道を求める。通常、弾丸の初速は砲によって決まっているので、算出すべきは砲の仰角である。しかし砲の性能が向上するにつれ射程が伸び、空気抵抗、温度、湿度、気圧、風向き、砲台が固定されている地盤の固さ、地球の自転によるコリオリの力など弾道計算で考慮すべき条件が増え、計算は極めて複雑なものとなる。弾道計算に関しては弾道学を参照されたい。

## 曲射砲に分類される火砲
- 榴弾砲
  - 山砲
- 迫撃砲
  - 臼砲
- ロケット砲（カチューシャやMLRSなどの多連装ロケット砲）
- 列車砲